# GNOME Web
GNOME Web, anomenat Epiphany fins a l'any 2012, és un navegador web de codi obert i gratuït basat en WebKit i desenvolupat per l'escriptori GNOME de les distribucions Linux. També es troba disponible per a Mac OS X. És el descendent de Galeon i ha estat també desenvolupat pel mateix creador, Marco Pesenti Gritti.

## Desenvolupament
Marco Pesenti Gritti, el creador principal de Galeon, va desenvolupar Epiphany com una versió de Galeon. La divisió es va produir degut a les diferencies de criteri entre Marco i la resta de desenvolupadors de Galeon sobre les noves característiques que s'havien d'implantar al navegador. Marco considerava que el nombre de característiques configurables pels usuaris havia de ser més limitada fent així un navegador més simple, en canvi, la resta de desenvolupadors desitjaven afegir moltes més característiques. A la vegada, el projecte GNOME va crear les directrius de la interfície humana de GNOME, que promovien la simplificació de les interfícies d'usuari. Com que Galeon estava orientat a usuaris avançats, la majoria de desenvolupadors del navegador van considerar inacceptable aquestes directrius. Com a resultat, Marco va crear Epiphany el 2002 per tal de complir amb les directrius de GNOME creant un navegador d'interfície simple. Galeon va continuar el projecte, però després de la divisió de l'equip va perdre força degut a que els desenvolupadors no podien seguir el ritme amb les noves característiques introduïdes per Mozilla.
Marco va acabar el ser projecte a Epiphany i un equip de GNOME dirigit per Xan Lopez, Christian Persch i Jean-François Rameau ara dirigeix el projecte. Marco Pesenti Gritti va morir de càncer el 23 de maig de 2015.

### Motor Gecko
La primera versió d'Epiphany va ser publicada el 24 de desembre de 2002. Inicialment, Epiphany utilitzava el motor de disseny Gecko de Mozilla per mostrar el contingut de les pàgines web. Va proporcionar una interfície integrada amb GNOME gràcies a les directrius de GNOME, en lloc d'utilitzar la interfície de Mozilla XUL.
El procés de desenvolupament d'Epiphany es va centrar principalment en una gran quantitat de millores d'ús. El més notable va ser el nou widget d'entrada de text, que va aparèixer per primera vegada a la versió 1.8 de la versió estable. Les noves icones suportades pel widget dins de l'àrea de text van reduir la quantitat d'espai en pantalla necessari per presentar la informació i va millorar la integració amb GNOME.
El segon gran punt clau en el desenvolupament de Epiphany (després de la versió 1.0) va ser la publicació de la versió 2.14. Aquesta va ser la primera versió d'Epiphany que va seguir la numeració de versions de GNOME. També tenia la capacitat de gestionar la xarxa utilitzant NetworkManager, adreces d'interès intel·ligents i la possibilitat de ser compilat contra XULRunner.

### Motor WebKit
El juliol de 2007, l'equip de desenvolupament d'Epiphany va afegir suport per a WebKit com a motor alternatiu de renderitzat per Epiphany. A mesura que avançava el desenvolupament, l'1 d'abril de 2008, l'equip va anunciar que deixaria d'utilitzar el motor de renderitzat de Gecko i procediria a utilitzar WebKit.
La mida de l'equip de desenvolupament i la complexitat de portar tot el navegador a un nou servidor, va fer que Epiphany reedités la versió 2.22 amb correccions d'errors en lloc de la versió actual de desenvolupament, estancant la seva evolució fins l'1 de juliol de 2009, quan l'equip del projecte va anunciar que Epiphany 2.26 seria l'última versió basada en Gecko. Finalment, el setembre de 2009, es va publicar la versió 2.28, basada en WebKit, com a part de GNOME 2.28.
Amb la versió 3.4 de GNOME, l'Epiphany va ser reanomenat com a GNOME Web, tot i que el nom d'Epiphany encara s'utilitzaria per al desenvolupament intern, pel seguiment d'errors i pel codi font. El paquet segueix sent epiphany-browser en les distribucions basades en Debian i epiphany en les distribucions basades en RedHat.

## Característiques
Epiphany es basa en el motor de navegació WebKit, que proporciona suport per HTML4, HTML5 i XHTML, CSS 1, 2 i 3, suport per plugins Adobe Flash i Iced Tea-web i suport per extensions.

### Integració amb GNOME
La integració completa amb GNOME fa que la interfície d'usuari sigui el tema predeterminat de GNOME, els ajustaments de xarxa es configuren amb el NetworkManager de GNOME, la impressió amb el sistema d'impressió de GNOME i els ajustaments generals amb GSettings. El gestor de preferències integrat al GNOME Web, està dissenyat per presentar a l'usuari només la configuració específica bàsica del navegador. La resta de configuració es realitza des de la configuració de GNOME.

### Adreces d'interès

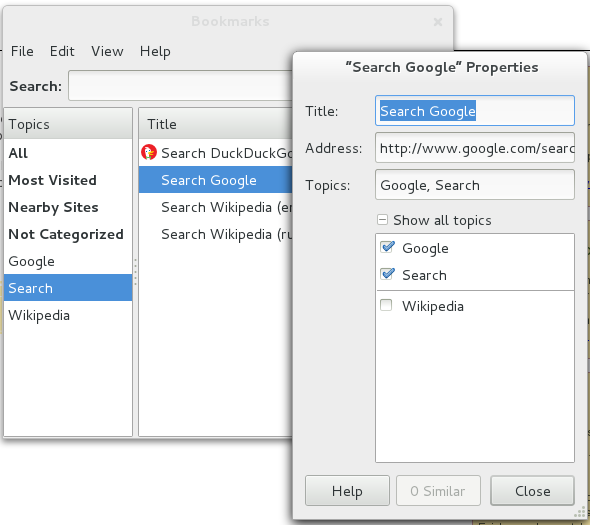
Sistema de categorització d'adreces d'interès del GNOME Web

La majoria de navegadors tenen un sistema d'adreces d'interès basat en carpetes ordenades de forma jeràrquica. El GNOME Web utilitza adreces d'interès categoritzades, on una sola adreça pot existir en múltiples categories. Existeix una categoria especial per a les adreces d'interès que no se'ls ha assignat cap categoria. Una altra característica diferent és l'ús d'adreces d'interès intel·ligents (originari de Galeon). A les adreces d'interès, juntament amb l'historial de navegació, s'hi accedeix des de la barra d'adreces.

### Web Application Mode
Des de la versió de GNOME 3.2, disposa de Web Application Mode, un site-specific browser, que permet obrir una pàgina web com si es tractés d'una aplicació. Esdevenint programari independent de GNOME Web i que es mostra amb una interfície no tan carregada com en un navegador.

### Extensions
Fins a la versió 3.6, el GNOME Web era compatible amb un sistema d'extensions (anomenat Extensions Web), tan pròpies com de tercers. Aquest paquet es distribuïa pels desenvolupadors del GNOME Web i contenia les extensions oficials. A partir de la versió 3.8, aquest sistema d'extensions es va eliminar degut a problemes d'inestabilitat i manteniment. Algunes d'aquestes extensions, com el bloqueig d'anuncis, s'han incorporat oficialment dins de l'aplicació principal.

### Firefox Sync
Des de la versió 3.26, el GNOME Web té suport per a Firefox Sync, que permet als usuaris sincronitzar les seves adreces d'interès, l'historial, les contrasenyes i pestanyes obertes amb Firefox Sync. Es poden compartir entre qualsevol copia del Firefox o el GNOME Web des del qual l'usuari iniciï sessió amb Firefox Sync.

### Navegació segura de Google
A partir de la versió 3.28, el GNOME Web té suport per la navegació segura de Google per tal d'ajudar a evitar que els usuaris visitin llocs web maliciosos.